# Liquid Tension Experiment 2
Liquid Tension Experiment 2 é o segundo álbum do grupo Liquid Tension Experiment, lançado em 1999. John Petrucci relata nas anotações do álbum que "Hourglass" foi composta e gravada de manhã, e com cordas velhas na guitarra.
O título de "When the Water Breaks" foi dado porque, quando o grupo estava escrevendo a parte central da música, John Petrucci foi avisado de que a bolsa de sua esposa grávida havia estourado. Há uma referência ao som do bebê na música, na parte em que o episódio aconteceu.
Nos dois dias que John se ausentou das gravações para acompanhar sua família, os três músicos restantes improvisaram por várias horas, e o material foi aproveitado mais tarde no disco Spontaneous Combustion.

## Faixas
| N.º | Título                  | Duração |  |
| 1.  | "Acid Rain"             | 6:36    |  |
| 2.  | "Biaxident"             | 7:40    |  |
| 3.  | "914"                   | 4:01    |  |
| 4.  | "Another Dimension"     | 9:50    |  |
| 5.  | "When the Water Breaks" | 16:58   |  |
| 6.  | "Chewbacca"             | 13:35   |  |
| 7.  | "Liquid Dreams"         | 10:48   |  |
| 8.  | "Hourglass"             | 4:25    |  |